# Booleova nerovnost
Booleova nerovnost je označení pro tvrzení z oboru teorie pravděpodobnosti pojmenované po Georgeovi Booleovi, které říká, že pro každou spočetnou množinu náhodných jevů je pravděpodobnost, že alespoň jeden z nich nastane, nejvýše rovna součtu pravděpodobností jednotlivých jevů.
Z hlediska teorie míry je tvrzení důsledkem skutečnosti, že jakákoliv míra včetně pravděpodobnostní míry je spočetně subaditivní.

## Formální vyjádření
Pro spočetnou množinu náhodných jevů {\displaystyle A_{1},A_{2},\dots } platí
{\displaystyle \mathbb {P} \left(\bigcup _{i}A_{i}\right)\leq \sum _{i}{\mathbb {P} }(A_{i}).}

## Důkaz indukcí
Případ {\displaystyle n=1}, zjevně platí, neboť
{\displaystyle \mathbb {P} (A_{1})\leq \mathbb {P} (A_{1}).}
Předpokládejme, že tvrzení platí pro {\displaystyle n}, tedy
{\displaystyle {\mathbb {P} }\left(\bigcup _{i=1}^{n}A_{i}\right)\leq \sum _{i=1}^{n}{\mathbb {P} }(A_{i}).}
Protože platí {\displaystyle \mathbb {P} (A\cup B)=\mathbb {P} (A)+\mathbb {P} (B)-\mathbb {P} (A\cap B),} a operace sjednocení je asociativní, platí
{\displaystyle \mathbb {P} \left(\bigcup _{i=1}^{n+1}A_{i}\right)=\mathbb {P} \left(\bigcup _{i=1}^{n}A_{i}\right)+\mathbb {P} (A_{n+1})-\mathbb {P} \left(\bigcup _{i=1}^{n}A_{i}\cap A_{n+1}\right).}
Dále protože
{\displaystyle {\mathbb {P} }{\biggl (}\bigcup _{i=1}^{n}A_{i}\cap A_{n+1}{\biggr )}\geq 0,}
pak podle prvního Kolmogorovova axiomu pravděpodobnosti máme
{\displaystyle \mathbb {P} \left(\bigcup _{i=1}^{n+1}A_{i}\right)\leq \mathbb {P} \left(\bigcup _{i=1}^{n}A_{i}\right)+\mathbb {P} (A_{n+1}),}
a tedy v kombinaci s indukčním předpokladem
{\displaystyle \mathbb {P} \left(\bigcup _{i=1}^{n+1}A_{i}\right)\leq \sum _{i=1}^{n}\mathbb {P} (A_{i})+\mathbb {P} (A_{n+1})=\sum _{i=1}^{n+1}\mathbb {P} (A_{i}).}